# Starry Eyed
«Starry Eyed» es una canción de la artista británica Ellie Goulding, lanzado como el segundo sencillo de su álbum debut, Lights (2010). Fue escrito por Goulding y Lattimer Jonny, y producido por Starsmith. Tras la pista del título, "Starry Eyed" fue lanzado como segundo sencillo del álbum en los Estados Unidos. Goulding hizo su debut en televisión de EE. UU. rendimiento en Jimmy Kimmel Live! 7 de abril de 2011 en la realización de esta canción.

## Uso en los medios
"Starry Eyed" aparece en la película de superhéroe de 2010 Kick-Ass y en su banda sonora. También fue utilizado en un episodio de la telenovela británica Hollyoaks en abril de 2010, así como durante un segmento del Victoria's Secret Fashion Show, en noviembre de 2011. La canción también fue ofrecida en dramas adolescentes como Teen Wolf y Awkward.

## Versiones cover
You Me At Six cover de la canción en el segmento de Live Lounge de BBC Radio 1, The Jo Whiley Show el 18 de mayo de 2010.

## Lista de canciones
- UK CD single

1. "Starry Eyed" – 2:57
2. "Starry Eyed" (Russ Chimes Remix) – 5:08
3. "Starry Eyed" (Little Noise Session) – 3:03

- UK iTunes EP

1. "Starry Eyed" – 2:57
2. "Starry Eyed" (Russ Chimes Remix) – 5:08
3. "Starry Eyed" (Little Noise Session) – 3:03
4. "Starry Eyed" (Penguin Prison Remix featuring Theophilus London) – 5:10

- UK 7" limited edition single

A. "Starry Eyed"
- German CD single

1. "Starry Eyed" – 2:57
2. "Fighter Plane" – 4:25

- German iTunes EP

1. "Starry Eyed" – 2:57
2. "Starry Eyed" (Russ Chimes Remix) – 5:08
3. "Starry Eyed" (Little Noise Session) – 3:03
4. "Starry Eyed" (Penguin Prison Remix featuring Theophilus London) – 5:10
5. "An Introduction to Ellie Goulding" (Video) – 2:34

- US iTunes remix EP

1. "Starry Eyed" (Penguin Prison Remix) – 5:09
2. "Starry Eyed" (Jakwob Remix) – 4:35
3. "Starry Eyed" (Russ Chimes Remix) – 5:08
4. "Starry Eyed" (Monsieur Adi Remix) – 4:42
5. "Starry Eyed" (AN21 and Max Vangeli Remix) – 8:14